# هومتاون (پنسیلوانیا)
هومتاون (به انگلیسی: Hometown) یک منطقهٔ مسکونی در ایالات متحده آمریکا است که در شهرستان سچویلکیلل، پنسیلوانیا واقع شده‌است. هومتاون ۲٫۰ کیلومتر مربع مساحت و ۱٬۳۹۹ نفر جمعیت دارد و ۳۴۴ متر بالاتر از سطح دریا واقع شده‌است.